# Frank M. Young
Pour les articles homonymes, voir Young.
Frank M. Young (né en 1963 à Tallahassee) est un écrivain, journaliste, directeur éditorial et scénariste de bande dessinée américain.

## Prix et récompenses
- 2013 : Prix Eisner du meilleur travail inspiré de la réalité pour The Carter Family: Don’t Forget This Song (avec David Lasky)